# Edenilson Bergonsi
Edenilson Bergonsi (Carlos Barbosa, 13 september 1987) is een Braziliaanse voetballer. Hij heeft ook de Italiaanse nationaliteit. Sinds juli 2012 staat hij onder contract bij Cherno More Varna.

## Carrière
Edenilson debuteerde in 2007 bij het Braziliaanse Mogi Mirim EC, maar speelkansen kreeg hij er niet. Na een tussenstop bij verschillende clubs uit de lagere divisies belandde de grote middenvelder in Europa. In de zomer van 2010 tekende hij een contract bij Varese, een club uit de Italiaanse Serie B. In januari 2011 verhuisde hij samen met ploegmaat en landgenoot Café naar de Belgische tweedeklasser FC Brussels, waar hij regelmatig mocht meespelen.
In de zomer van 2011 kreeg hij een transfer te pakken naar Standard Luik. Hij tekende een contract voor één seizoen, met een optie op nog een jaar. Deze transfer werd echter een mislukking. Edenilson werd al snel naar de B-kern verwezen. Na een half jaar mocht hij de club transfervrij verlaten. In juli 2012 vond hij onderdak bij het Bulgaarse Cherno More Varna.